# HMS (企業)
HMS株式会社は、福岡県福岡市博多区に本社を置く、AIスマートカメラおよびクラウドAI画像処理サービスの開発・販売を行う企業。
世界最速・最小クラスのAIスマートカメラ「SiNGRAY（シングレイ）」シリーズは、ロボット、ドローン、スマート家電分野をはじめ、産業現場の自動化検査・制御装置など、ロボットビジョンやマシンビジョンによる判断や制御を必要とする分野・領域に用いられている。
「SiNGRAY NET」は、既設のIPカメラを活用し、エッジ・クラウド協働型の画像解析AIプラットフォームを構築する。

## 概要
2018年に、カナダのMatrox社および熊本大学大学院出身の胡振程が福岡市で創業。熊本大学大学院で准教授を務め、画像処理および車載センシングの研究を行っていたバックグラウンドから、AIスマートカメラ事業で起業。
SiNGRAY Aシリーズは、高速Visual SLAMエンジンとAIプロセッサを導入し、最高100fpsまで出力できる高速・高精度の自己位置推定機能と物体検出機能を備え、CES2019にてロボティクス&ドローン部門で大賞を受賞。ロボットやドローンの自律走行・飛行を可能とし、AVGや家庭用ロボットなどで導入されている。
AIカメラシリーズでは、ロボットピックングに使用されるRシリーズ、外観検査に使用されるIシリーズ、ARグラスをラインナップに揃え、設立約4年で19,000台の販売実績となっている。
DX化を目指す建設業、製造業の企業およびSIerと各種カメラを使用したデバイスおよびアプリケーションの共同開発も行っている。
また、ブランドネームの『SiNGRAY』は、シンギュラリティ（Singularity：技術的特異点）に由来している。科学技術の急速な発達により、将来人工知能やロボットなどが人間の知性や能力を超え、社会のあり方や人類の存在意義に大きな変化が生じる転換期であるシンギュラリティ（Singularity）に光（Ray）をさすような特異性・独自性のある製品にするという想いから『SiNGRAY』と名付けられている。

## 沿革・受賞歴
- 2018年9月 - HMS株式会社設立
- 2019年1月 - CES2019ロボティクス＆ドローンイノベーション大賞受賞
- 2020年3月 - SiNGRAY A/I/R/T製品が福岡県IoT認定制度に基づき認定[3]
- 2020年10月 - FGN NTTドコモ5G協創ピッチ 最優秀賞受賞
- 2020年11月 - 福岡県産業・科学振興財団 令和2年度DX共創事業選定[4]
- 2020年11月 - 福岡市ステップアップ助成事業最優秀賞受賞
- 2020年12月 -2020StartupGo!Go!日本IBM賞受賞
- 2021年3月 - 電子情報技術産業協会JEITAベンチャー賞受賞
- 2021年4月 - 福岡県産業・科学振興財団 令和3年度デジタル化関連製品開発支援事業選定
- 2021年8月 - 福岡県アクセラレーションプログラムISSIN採択
- 2021年10月 - 令和3年度自動車サプライヤー連携強化事業補助金採択
- 2022年3月 - 経産省「J-Startup KYUSYU」プログラム選定[5]
- 2022年8月 - 北九州市スタートアップSDGsイノベーショントライアル事業（事業化支援事業）採択[6]
- 2022年9月 - シリーズAにて3億円調達[7]
- 2022年12月 - 九州経済産業局『ツギノつなぐプログラム』に採択[8]
- 2023年1月 - QTnet主催「TSUNAGU 2022」優秀賞受賞[9]